# 手鼓 (东亚)
手鼓，是東亞民間舞蹈表演者手中所执的短圆柱形小鼓，有握把，直径在15公分左右，外观涂以红绿黑各色。配有长约30公分的鼓槌，鼓槌下端带有一小段彩色飘带做装饰。